# Привреда Марока
Привреда Марока се заснива највише на пољопривреди. Мароко је држава на северозападу Африке, на обалама Атлантског океана и Средоземног мора. Ово је аграрна земља са развијеним рударством и индустријализацијом у току, у којој су остаци феудалних друштвених односа потиснути развитком капиталистичких. У бруто домаћем производу пољопривреда учествује са 14%, а индустрија и рударство са 34%. Скоро 52% активног становништва запослено је у пољопривреди, а 21% у индустрији и рударству; доходак по становништву је 860 долара.

## Пољопривреда
Пољопривреда је обележена неповољном аграрно-друштвеном структуром и великим економско-социјалним разликама. Иако је 1973/74. извршена национализација свих поседа преко 4,5 ha у својини странаца, већином Француза, од њих је одузето тј. откупљено свега 395 000 ha од укупно 750 000 ha тако да њима и домаћим велепоседницима (13% свих власника земље) припада 65% површина (уз то број беземљаша износи преко пола милиона).
За развитак земљорадње најважније су мелиорације, нарочито вештачко навођавање које се врши преко на преко 520 000 ha од укупно 8,4 мил. ha обрадивог земљишта (19% територије). 
Главни производи су:
- пшеница 1,8 Mt,
- јечам 1,9 Mt,
- кукуруз 315 000 t,
- шећерна репа 2,3 Mt,
- маслине 230 000 t,
- овас, раж, пиринач,памук, дуван, лоза и др.

Морски риболов — у Атлантском океану и Средоземном мору. Главни рибарски центри су Казабланка (уједно и највећа лука у Мароку), Агадир и Сафи. Годишњи улов рибе 382 000 тона.
Шума 5,2 мил. ha (12% територије), највише плутов храст са производњом плуте за запушаче, затим кедар и др.

## Сточарство
Сточарство екстензивног типа у планинским долинама; највише 
- овце 14,9 мил.,
- козе 6,2 мил.,
- говеда 2,9 мил.,
- магарци и мазге 1,9 мил.,
- камиле 230 000.

## Рудно благо
Рудно богатство Марока је разноврсно: 
- фосфати — годишња производња 18,8 Mt (3. место у свету, највећи светски извозник; резерве 50—70 Gt, преко 50% светских)
- гвоздена руда са 85 000 t гвожђа
- манган 68 000 t,
- угаљ  (углавном антрацит) преко 700 00 t,
- нафта (већином у фази теренских истражних радова)
- природни гас, олово 168 000 t и др.

## Индустрија
Осим прехрамбене (највећи светски произвођач и други извозник конзерви сардина, затим производња уља и др.) и текситлне, развијене су и обојена, црна металургија, металопрерађивачка, монтажа аутомобила,хемијска, прерада нафте (2 рафинерије), електротехничка, цементна и друге. 
Веома важно је и занатство, нарочито уметнички занат са источњачком орнаментиком- чувени филигрански радови у злату и сребру и др.

## Саобраћај
Железнички свега 1 765 km пруга (708 km електрифицирано); друмски — 56 200km путева (27 670 km асфалтирано); поморски — главне луке су Казабланка, Танџер, Сафи, Кенитра, Мохамедија; ваздушни — 19 аеродрома, најважнији Казабланка, затим Рабат, Марaкеш, Фес, Уџда и Агадир.